# Oskar Walzel
Oskar Franz Walzel, född den 28 oktober 1864 i Wien, död den  29 december 1944 i Bonn, var en österrikisk litteraturhistoriker.
Walzel, som var lärjunge till Jakob Minor och Erich Schmidt, blev 1894 docent i Wien, 1897 ordinarie professor i Bern, därefter i Dresden ordinarie professor i tyska språket och litteraturen vid tekniska högskolan och konstakademien där, och slutligen ordinarie professor vid Bonns universitet. Walzels mångsidiga och högst betydande vetenskapliga alstring betecknade en frontförändring inom den tyska litteraturhistorien, där han företrädde den filosofiska och psykologiserande riktningen. Walzel lämnade mångfaldiga vägande bidrag till tidskrifter och var utgivare av "Untersuchungen zur neueren Sprach- und Literaturgeschichte" (1903 ff.).
Av hans arbeten kan nämnas dels hans viktiga editioner av Friedrich Schlegels brev till August Wilhelm Schlegel (1890), "Goethe und die Romantik" (tillsammans med Schüddekopf, 2 band, 1898-99), Hayms "Die romantische schule" (3:e upplagan 1914), Scherers "Geschichte der deutschen Literatur" (1918), arbeten av Goethe, Heine, Kleist, Schiller med flera, dels originalverken Strömungen der neuesten deutschen Literatur (1900), Die Wirklichkeitsfreude der neueren Schweizerdichtung (1908), Deutsche Romantik (1908; 4:e upplagan i 2 band, 1918; "Tysk romantik", 1917), Hebbelprobleme (1909), Das Prometheussymbol von Shaftesbury zu Goethe (1910), Vom Geistesleben des 18. und 19. Jahrhunderts (1911), Henrik Ibsen (1912; 2:a upplagan 1914), Leben, Erleben und Dichten (1912), Friedrich Hebbel und seine Dramen (1913), Richard Wagner (samma år), Die künstlerische Form des Dichtwerks (1916), Zukunftsaufgaben deutscher Kultur (samma år), Ricarda Huch (samma år) och Die deutsche Dichtung seit Goethes Tod (1919).